# Torta d'erbi
La torta d'erbi, piatto povero tipico lunigianese ed in particolare di Pontremoli, è una torta salata ripiena di verdure, solitamente servita calda appena estratta dai testi, metodo di cottura di pane, focacce e torte, classico della zona in questione.

## Preparazione
La torta si cucina preparando una normale sfoglia con acqua, farina, sale e un filo d'olio d'oliva; stesa bene la sfoglia nella teglia dei testi, si riempie con un composto di cipollotti, porri, coste o bietole ed eventualmente spinaci, con l'aggiunta di parmigiano e/o pecorino sale e olio. Si ricopre il tutto con un'altra sottile sfoglia e si inforna per circa 30-35 minuti.
La ricetta tradizionale prevede l'uso quasi integrale di erbe selvatiche, come la borragine, anche se è ormai è usuale l'impiego di cipollotti, porri e bietole. La verdura viene infornata a crudo, ma dopo averla fatta macerare per mezz'oretta con un poco di sale per farle perdere l'acqua di vegetazione e quindi va poi strizzata e messa sulla sfoglia.